# 259
259（二百五十九、二五九、にひゃくごじゅうきゅう）は、自然数または整数において、258の次で260の前の数である。

## 性質
- 259は合成数である。(オンライン整数列大辞典の数列 A002808)[1]
- 素因数分解 259=7×37 
  - 83番目の半素数である。1つ前は254、次は262。(オンライン整数列大辞典の数列 A001358)[2]

- 約数は 1, 7, 37, 259 である。
  - 約数の和は304。(オンライン整数列大辞典の数列 A000203)[3]
    - 198番目の不足数である。1つ前は257、次は261。(オンライン整数列大辞典の数列 A005100)[4]

- 1/259 = 0.003861003861003861... (下線部は循環節で長さは6)
  - 逆数が循環小数になる数で循環節が6になる40番目の数である。1つ前は252、次は260。

- 49番目の幸運数である。1つ前は241、次は261。(オンライン整数列大辞典の数列 A000959)
- 7番目の十四角数である。1つ前は186、次は344。(オンライン整数列大辞典の数列 A051866)
- 多項式の値
  - 259 = 60 + 61 + 62 + 63
    - a = 6 のときの a0 + a1 + a2 + a3 の値とみたとき1つ前は156、次は400。
    - 6の累乗和とみたとき1つ前は43、次は1555。(オンライン整数列大辞典の数列 A003464)
    - 259 = 64 − 1/6 − 1
      - n = 5 のときの (n + 1)n−1 − 1/n の値とみたとき1つ前は31、次は2801。(オンライン整数列大辞典の数列 A125598)

  - 259 = 222 − 225
    - n = 22 のときの n2 − 152 の値とみたとき1つ前は216、次は304。(オンライン整数列大辞典の数列 A132772)

- 十進法に依存した性質
  - 各位の平方和 22+52+92=110
    - 各位の平方和が110になる最小の数である。次は295。(オンライン整数列大辞典の数列 A003132)
    - 各位の平方和が n になる最小の数である。1つ前の109は368、次の111は1259。(オンライン整数列大辞典の数列 A055016)

  - 各位の和 2+5+9=16
    - 各位の和が16になる8番目の数である。1つ前は196、次は268。

- 記数法に依存した性質
  - 六進法では 259 = 1111(6) でゾロ目になる。1つ前は215 (555(6))、次は518 (2222(6))。(オンライン整数列大辞典の数列 A048331)

- 三個の平方数の和
  - 259 = 32 + 52 + 152 = 32 + 92 + 132
    - 3つの平方数の和としてちょうど2通りで表せる62番目の数である。1つ前は250、次は262。(オンライン整数列大辞典の数列 A025322)[5]
    - 異なる3つの平方数の和としてちょうど2通りで表せる46番目の数である。1つ前は250、次は273。(オンライン整数列大辞典の数列 A025340)

- 259 = 13 + 23 + 53 + 53 = 23 + 23 + 33 + 63
  - 4つの正の数の立方数の和で表せる58番目の数である。1つ前は256、次は261。(オンライン整数列大辞典の数列 A003327)[6]

## その他 259 に関連すること
- 第259代ローマ教皇は、ピウス11世（在位：1922年2月6日～1939年2月10日）である。
- SMPTE 259Mは、シリアルデジタルインタフェースの規格。
- ターナー(USS Turner, DD-259)は、アメリカ海軍の駆逐艦。
- ウィリアム・C・ミラー(USS William C. Miller, DE-259)は、アメリカ海軍の護衛駆逐艦。
- ジャック(USS Jack, SS-259)は、アメリカ海軍の潜水艦。
- JR東日本の特急用車両E259系。